# 豹紋真動齒䲁
豹紋真動齒䲁（學名：Blenniella leopardus），為輻鰭魚綱鳚形目䲁科真動齒䲁屬的一種，分布於東印度洋安達曼群島至蘇門答臘海域，深度0至2公尺，本魚體延長，稍側扁，頭鈍短，頭頂具冠膜，眶上觸鬚卷絲狀，鼻觸鬚短而呈掌狀，有2-5個分支，頸背兩側有觸鬚，上顎孔5-6個，雄魚背部從背基部到側面中央有深棕色的馬鞍狀條紋，側面中央有一排藍色虛線。雌魚後部有深色垂直H形條紋和許多斑點；背鰭和尾鰭有斑點，背鰭硬棘12-14枚、背鰭軟條17-20枚、臀鰭硬棘2枚、臀鰭軟條19-22枚，體長可達6公分，棲息在潮間帶的礁岩潮池中，受到驚嚇時會以一前一後方式彈跳，以藻類為食，具有領域性，產附著性卵，雄魚會有護卵行為。